# 穴水町立岩車小学校
穴水町立岩車小学校（あなみずちょうりつ いわぐるましょうがっこう）は、石川県鳳珠郡穴水町にあった町立小学校。

## 閉校
閉校となった2008年（平成20年）時点での児童数は、女児のみ。4年生 1名・6年生 4名 計5名であった。校舎を解体し、跡地は旅館（宿泊施設）などで使用されている。